# Niabyszyna
Niabyszyna (biał. Нябышына; ros. Небышено, Niebyszeno) – wieś na Białorusi, w obwodzie witebskim, w rejonie dokszyckim, w sielsowiecie Biehomla. W 2009 roku liczyła 63 mieszkańców.